# Foniatria
A foniatria é uma área de atuação medicina, mais especificamente da otorrinolaringologia, que trata de distúrbios dos sons, da fonação, da emissão de sons, ou simplesmente, da fala. Reconhecido como área de atuação da otorrinolaringologia pela AMB - Associação Médica Brasileira.
De acordo com a União Europeia de Foniatria, a foniatria é "a especialidade médica que trata dos distúrbios da voz, fala, linguagem, audição e deglutição"
O Médico Foniatra faz o diagnóstico e tratamento dos distúrbios da comunicação (audição, fala, linguagem, voz e leitura e escrita)